# رباعية الأعين
رُباعيّة الأعْيُن (بالإنجليزية: Four-eyed fish)‏، (الاسم العلمي  Anableps anableps) هي سمكة موطنها الأصلي أمريكا الجنوبية وخاصة عند أطراف الأنهار من فنزويلا وحتى البرازيل. هذا السمك قد لا يملك أربع عيون فعلا، لكن عيناه فعلا تبدو كذلك. الحدقة في كل عين تقسم أفقيا إلى جزءين، يسمح له أن يكون قادرا على الرؤية بشكل واضح تحت وفوق الماء. هذا التكيف الفريد يسمح لهذا النوع من السمك بإيجاد الغذاء فوق أو تحت السطح ويعطيه أيضا حماية إضافية ضد المفترسين، حيث أنه يقضي كل حياته يسبح عند السطح ويحتاج لهذه الحماية الإضافية.
يصلح لهم الحوض المعباء بالكامل إلا انهم يفضلون البقاء في حوض معبأ جزئيا حتى يتمكنوا من ممارسة هوايتهم وهو التطلع والقنص من خارج الحوض، ونظرا لكون هذه السمكة تقفز جيدا خارج الماء يجب الحرص على تغطية الحوض، وماء الحوض يجب أن يكون ماء عسر وليس عذبا بالكامل. السمكة اجتماعية ومسالمة وتكون بشكل أفضل إذا عاشت في مجموعات من ستة أسماك أو أكثر. وهو من أسماك المياه العسرة مثل سمك Mudskippers أو Mollies ويتألفوا سويا في الحوض. تأكل الأسماك الصغيرة والتي تستطيع التهامها بفمها، لذلك لا تربى معها اية أسماك صغيرة الحجم. يبلغ طول السمكة 12 بوصة أي حوالي 30 سم.